# Port lotniczy Domingo Faustino Sarmiento
Port lotniczy Domingo Faustino Sarmiento (IATA: UAQ, ICAO: SANU) – port lotniczy położony w San Juan, w prowincji San Juan, w Argentynie.

## Linie lotnicze i połączenia
- Aerolíneas Argentinas (Buenos Aires-Jorge Newbery)